# Iz teme
Iz teme (v izvirniku angleško Out of the Dark) je kolumbijsko-španski nadnaravni triler iz leta 2014, v katerem igrata Julia Stiles in Scott Speedman. Ta neodvisen film je režiral Lluís Quílez, scenarij pa so napisali Alex Pastor, David Pastor in Javier Gullón. Film so snemali v Kolumbiji med aprilom in julijem 2013. Premierno je bil predvajan na nemškem festivalu Fantasy Filmfest 27. avgusta 2014.

## Vsebina
Leta 1992 se dr. Conteras Sr. odpravlja iz hiše v Santa Clari v Kolumbiji. Ko skuša uničiti vrsto dokumentov, v hiši zasliši čudne glasove. Ugotovi, da ga lovi skupina otrok, ki ga nato pahne v smrt z balkona.
Dvajset let kasneje se Sara in Paul z njuno hčerko Hannah preselita iz Velike Britanije v Santa Claro. Sara tam dobi službo v podjetju, ki izdeluje papir in katerega lastnik je njen oče Jordan. Preselijo se v hišo dr. Contaresa Sr., katere lastnik je zdaj podjetje. Družina vzljubi hišo, le Hannah se boji manjšega dvigala v njeni sobi.
Kmalu po prihodu se Sara in Paul udeležita festivala Los Niños Santos, medtem ko na Hannah pazi varuška Catalina. Okoli hiše se začnejo dogajati čudne reči in Hannah prebudijo odprta vrata dvigala v sobi. Tam vidi svojo najljubšo igračo, nakar pade v dvigalo in obtiči.
Ko se vrneta domov, Paul in Sara ugotovita, da je Hannah zbolela in da ima nekakšne izpuščaje. Catalina pove, da sumi, da so v hiši duhovi, vendar jo Paul odpusti. Naslednji dan se stanje Hannah poslabša in starša se odločita, da jo bosta odpeljala v Veliko Britanijo na zdravljenje.
Tisto noč pride do nevihte in pojavijo se čudni otroci, ki ugrabijo Hannah in jo odvlečejo v džunglo. Ker jima policija ne more pomagati, Paul poišče Catalino, da bi mu pojasnila nekaj stvari.
Catalina odpelje Paula v cerkev, kjer zagleda enega od otrok, ki so ugrabili Hannah. Sledi mu in pride do staršev, katerih sin je skrivnostno izginil pred dvajsetimi leti. Ugotovi, da je fant pred izginotjem imel isto bolezen kot Hannah. Medtem Sara odkrije v dvigalu Hannahino risbo in začne raziskovati. Na dnu dvigala najde dokumente, ki poročajo o smrti otrok zaradi zastrupitve z živim srebrom.
Sara in Paul med iskanjem Hannah vsak zase prideta v staro tovarno papirja. Jordan jima pomaga, toda v tovarni se mu zoperstavijo prikazni otrok, čigar smrti zaradi živega srebra je prikril. Takrat opazi Hannah in jo vzame v naročje, toda iz njenih izpuščajev začne teči živo srebro in se vpijati v Jordanovo kožo. Pridružijo se ostali otroci, ki jim prav tako teče živo srebro iz teles, in Jordan se jim prepusti ter umre. Hannah se nato zdrava vrne staršem.
Med odjavno špico vidimo otroke, ki se igrajo v šoli, katero obiskuje tudi Hannah in kjer je Catalina učiteljica.

## Igralci
- Julia Stiles kot Sarah Harriman
- Scott Speedman kot Paul Harriman
- Stephen Rea kot Jordan
- Pixie Davies kot Hannah Harriman
- Alejandro Furth kot Dr. Andres Contreras, Jr.
- Guillermo Morales Vitola